# 日本グラファイトファイバー
日本グラファイトファイバー株式会社（にほんグラファイトファイバー、英文社名：Nippon Graphite Fiber Corporation）は、ピッチ系炭素繊維（長繊維）を製造・販売する企業である。

## 概要
新日本製鐵（現・日本製鉄）と日本石油（現・ENEOS）は、各々独立にピッチ系炭素繊維の研究開発を行っていたが、1995年に共同出資にて日本グラファイトファイバーを設立した。
設立時の出資比率は折半であったが、現在の株主構成は、日鉄ケミカル&マテリアル（旧・新日鉄住金マテリアルズ）66.6％、ENEOSテクノマテリアル33.3％である。

## 事業所所在地
- 本社・工場 - 兵庫県姫路市広畑区富士町1番地 （日本製鉄瀬戸内製鉄所広畑地区構内）

## 製品
炭素繊維は、原料により大きくPAN（ポリアクリロニトリル）系とピッチ系に分類され、日本グラファイトファイバーは、ピッチ系炭素繊維として高弾性および低弾性グレードを製造している。高弾性グレードは、高い剛性と優れた熱特性を活かして人工衛星など宇宙分野で使用されている。
一方、低弾性グレードは高い柔軟性と耐衝撃性を有するため、ゴルフクラブのシャフト（柄）、釣り竿などのスポーツ・レジャー分野で広く用いられている。また、液晶製造装置向けのロボットハンドや、印刷機用のロール、土木補修シートなどにも、高剛性などの材料特性により活用されている。